# Thighza
Thighza (arabiska: تيغزة) är en ort i Marocko, som i folkräkningen räknas som stad i landskommunen El Hammam. Den ligger i provinsen Khénifra och regionen Béni Mellal-Khénifra, 140 km sydost om huvudstaden Rabat. Antalet invånare var 1 786 vid folkräkningen 2014.